# 勒德维尔
勒德维尔（法語：Leudeville，法語發音：[lødvil] ⓘ）是法国法兰西岛大区埃松省的一个市镇，属于帕莱索区。

## 地理
勒德维尔（48°33'56"N, 2°19'34"E）面积7.84 平方千米，位于法国法蘭西島大區埃松省，该省份为法国北部内陆省份，北起上塞纳省和马恩河谷省，西接厄尔-卢瓦省和伊夫林省，南至卢瓦雷省，东临塞纳-马恩省。
与勒德维尔接壤的市镇（或旧市镇、城区）包括：勒普莱西帕泰、圣弗兰、小韦尔、大韦尔、奥尔日河畔布雷蒂尼、于尔普瓦地区马罗勒。

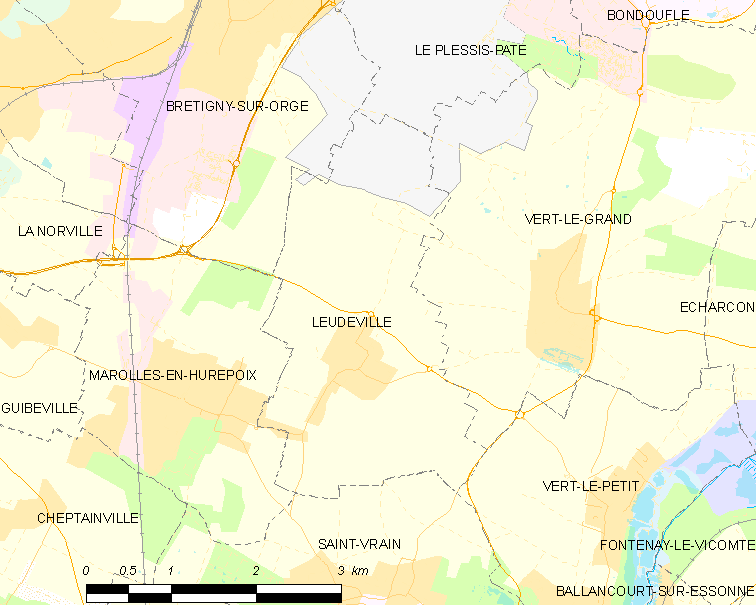
勒德维尔的OSM定位图

勒德维尔的时区为UTC+01:00、UTC+02:00（夏令时）。

## 行政
勒德维尔的邮政编码为91630，INSEE市镇编码为91332。

## 政治
勒德维尔所属的省级选区为奥尔日河畔布雷蒂尼县。

## 人口

1962-2008年间勒德维尔人口变化图示

勒德维尔于2022年1月1日时的人口数量为1560人。